# Mariza Ikonomi
Mariza Ikonomi, född 12 maj 1983 i Tirana i Albanien, är en albansk sångerska som varit aktiv sedan hon som tolvåring ställde upp i Festivali i Këngës med låten "Telefonatë zemrash" tillsammans med Françesk Radi. Hon har deltagit i Festivali i Këngës flera gånger och som bäst slutat på andra plats (2003 med "Mbi urë"). Hon har även deltagit i Kënga Magjike vid fem tillfällen.

## Liv och karriär

### Barndom och tidiga år
Ikonomi växte upp i en familj med musiker. I tidig ålder deltog hon i flera musiktävlingar på Balkanhalvön. När hon var 12 år gammal ställde hon upp i musiktävlingen Festivali i Këngës för första gången. Hon deltog tillsammans med Françesk Radi och de framförde låten "Telefonatë zemrash". Låten blev mycket populär och tilldelades i tävlingen publikens pris. Hon innehar än idag rekordet som den yngsta deltagaren i tävlingens historia. Som barn vann Ikonomi även Festivali i Këngës për Fëmije (barnfestivalen) med låten "Memedheu". Hon studerade vid musikskolan Jordan Misja i sin hemstad Tirana och därefter började hon studera vid Akademinë e Lartë të Arteve. Ikonomi deltog inte bara i musiktävlingar i sitt hemland, i Makedonien vann hon förstapriset i en musiktävling med låten "Lë të këtë gjithmonë pranverë".

### Fortsatt karriär
Ikonomi har även rönt framgångar i andra musiktävlingar, som Kënga Magjike och Mikrofoni i Artë. År 2011 deltog hon i Festivali i Këngës 50, tävlingens 50-årsjubileum. Hon framförde låten "Më ler të të dua" och i finalen den 29 december fick hon 13 poäng av domarna vilket resulterade i en 11:e plats.
2017 gjorde hon comeback i Festivali i Këngës efter att inte ha ställt upp sedan 2011. Hon deltog i Festivali i Këngës 56 med bidraget "Unë" (jag). Hon tog sig till finalen men slutade oplacerad då enbart topp 3 redovisades.

## Diskografi

### Studioalbum
- Mysafir i mallkuar
- Ditari

### Festivali i Këngës-bidrag
| År   | Upplaga               | Låt                  | Poäng | Plats |
| ---- | --------------------- | -------------------- | ----- | ----- |
| 1994 | Festivali i Këngës 33 | "Telefonatë zemrash" | –     | –     |
| 1998 | Festivali i Këngës 37 | "Ti më fal"          | –     | –     |
| 1999 | Festivali i Këngës 38 | "Dashuri dhe lot"    | –     | –     |
| 2000 | Festivali i Këngës 39 | "Tregomë"            | –     | –     |
| 2001 | Festivali i Këngës 40 | "Zjarrin do ta gjëj" | –     | –     |
| 2002 | Festivali i Këngës 41 | "Ku ty nuk të kam"   | –     | –     |
| 2003 | Festivali i Këngës 42 | "Mbi urë"            | –     | 2     |
| 2004 | Festivali i Këngës 43 | "Kur dashuron"       | –     | –     |
| 2005 | Festivali i Këngës 44 | "Edhe fati qan"      | –     | –     |
| 2006 | Festivali i Këngës 45 | "Ku është dashuria"  | 49    | 3     |
| 2007 | Festivali i Këngës 46 | "Mall i tretur"      | 20    | 9     |
| 2009 | Festivali i Këngës 48 | "La, la, la"         | 76    | 9     |
| 2011 | Festivali i Këngës 50 | "Më ler të të dua"   | 13    | 11    |
| 2017 | Festivali i Këngës 56 | "Unë"                | –     | –     |

### Kënga Magjike-bidrag
| År   | Upplaga            | Låt            | Poäng | Plats | Pris            |
| ---- | ------------------ | -------------- | ----- | ----- | --------------- |
| 2002 | Kënga Magjike 2002 | "Piano vjetër" | –     | –     | –               |
| 2008 | Kënga Magjike 2008 | "Me sytë lart" | –     | –     | Bästa sångare   |
| 2013 | Kënga Magjike 2013 | "Destinacion"  | 379   | 18    | Bästa artist    |
| 2015 | Kënga Magjike 2015 | "Pikë loti"    | 454   | 11    | TV Klan-priset  |
| 2016 | Kënga Magjike 2016 | "E vetmja jam" | 505   | 13    | Best Euro Trend |

### Top Fest-bidrag
| År   | Upplaga     | Låt          | Poäng | Plats | Pris               |
| ---- | ----------- | ------------ | ----- | ----- | ------------------ |
| 2006 | Top Fest 3  | "Yje dhe re" | –     | –     | –                  |
| 2010 | Top Fest 7  | "Deshirë"    | –     | –     | Bästa framträdande |
| 2014 | Top Fest 11 | "Pse"        | –     | –     | Bästa Pop/R&B      |